# Czażów
Czażów – wieś w Polsce, położona w województwie świętokrzyskim, w powiecie ostrowieckim, w gminie Waśniów.
Był wsią benedyktynów świętokrzyskich w województwie sandomierskim w ostatniej ćwierci XVI wieku. W latach 1975–1998 miejscowość administracyjnie należała do województwa kieleckiego.

## Części wsi
| SIMC    | Nazwa          | Rodzaj  |
| ------- | -------------- | ------- |
| 0275814 | Czażów-Kolonia | kolonia |

## Historia
Z 1362 pochodzi wzmianka o przeniesieniu Czażowa z parafii Waśniów do nowo utworzonej parafii w Chybicach.
Według Słownika geograficznego Królestwa Polskiego pod koniec XIX wieku był tu folwark i osada rządowa. Czażów liczył 9 domów, 58 mieszkańców, 176 mórg ziemi dworskiej i 167 ziemi włościańskiej.